# Хоровая капелла Казанского университета
Хоровая капелла имени Леонида Усцова Казанского (Приволжского) федерального университета (до 2010 года — Народная хоровая капелла Казанского государственного университета) — любительский студенческий хоровой коллектив, один из вокальных творческих коллективов Казанского федерального университета, лауреат и дипломант всесоюзных, республиканских, всероссийских и международных фестивалей, конкурсов и праздников песни, народный коллектив России. Капелла — старейший самодеятельный студенческий хоровой коллектив Казани — является официальным представителем Казанского университета на музыкально-хоровых форумах различного уровня. В состав хоровой капеллы входят студенты, аспиранты, сотрудники, преподаватели и выпускники Казанского (Приволжского) федерального университета и других казанских вузов. Основная цель существования хора: музыкально-эстетическое воспитание студенческой молодёжи; знакомство с музыкальной грамотой с целью любительского исполнительства в составе хорового коллектива; приобщение студентов и слушателей к лучшим образцам мировой и национальной хоровой музыки; сохранение и развитие музыкальной культуры университетской молодёжи и пропаганда хорового искусства в России и за рубежом.

## Творческий коллектив капеллы

### Художественные руководители и дирижёры
- Леонид Егорович Усцов (1928-1967) (с 1955 по 1967 г.)[1]. Организатор и первый руководитель коллектива, дирижёр, доцент Казанской государственной консерватории.
- Валерий Петрович Леванов (с 1966 по 2004 г.). Заслуженный деятель культуры Республики Татарстан и Российской Федерации, заслуженный деятель искусств Республики Татарстан, профессор Казанской государственной консерватории.
- Фатима Касимовна Ахмадеева (с 2005 г.). Участница хоровой капеллы с 1987 г. Выпускница биолого-почвенного факультета Казанского государственного университета (1992 г.), кафедры хорового дирижирования Казанской государственной консерватории 1999 г. С 1997 по 2000 г. — преподаватель хорового отделения и руководитель смешанного хора Альметьевского музыкального училища. С 2001 года — главный хормейстер и дирижёр капеллы, с 2005 по 2010 год — художественный руководитель коллектива.
- Эра Евгеньевна Данилова (с 2011 г.). Выпускница дирижёрско-хорового факультета (2003 г.), старший преподаватель кафедры хорового дирижирования Казанской государственной консерватории. Преподаватель Казанского музыкального колледжа им. И. В. Аухадиева. В 2010—2011 гг. — руководитель смешанного хора Академии государственного и муниципального управления при Президенте РТ. С 2000 г. — хормейстер хоровой капеллы. В настоящее время — руководитель и дирижёр коллектива[2].

Все руководители капеллы являются учениками Семёна Абрамовича Казачкова (1909-2005) — выдающегося хорового дирижёра, педагога, учёного, основателя казанской школы хорового дирижирования, ставшего инициатором создания хора студентов Казанского университета в 1955 году.

### Концертмейстеры (в разные годы)
- Михаил Дисман
- Ольга Бренинг (1919-2005)
- Ирина Ванечкина
- Валентин Розен-Рейн
- Леонид Вечхайзер
- Николай Чалых
- Евгений Михайлов
- Елена Усцова
- Гульнара Биктимирова
- Татьяна Аксёнова
- Татьяна Гейдарова
- Олеся Белинская (в настоящее время)

### Хормейстеры (в разные годы)
- Алевтина Булдакова
- Нурия Джураева
- Наталья Соколова
- Галина Золотова
- Ирнис Рахимуллин
- Марат Яхъяев
- Гузель Гимаева (Сайдашева)
- Марина Розенберг
- Наталия Зарипова
- Платон Рычков
- Александр Березин
- Ольга Огнева
- Вячеслав Семелёв
- Нияз Гараев
- Фатима Ахмадеева
- Роман Байлов
- Михаил Казаков
- Ирина Янцева
- Василий Гафнер
- Раушания Хажиева
- Ольга Иванова (Сало)
- Татьяна Романова
- Лариса Звонарёва
- Сергей Шутов
- Андрей Осипов
- Николай Князькин
- Сергей Краснов
- Анна Стекольщикова
- Ирина Романова
- Денис Рогов
- Каринэ Костылова
- Ольга Мусина (Казайкина)
- Александр Гринин
- Наталья Комар
- Радмил Шариев

### В настоящее время
- Эра Данилова
- Анна Синявина (Ковязина)
- Анна Кутепова
- Нина Аюпова

### Педагоги-вокалисты
- Альфия Загидуллина
- Татьяна Старкова
- Евгений Шорников

### Старосты хора (в разные годы)
- Герман Сороков
- Юрий Грезнев
- Юрий Нейфельд
- Сергей Сушков
- Загит Гизатуллин
- Вячеслав Степанов
- Михаил Першагин
- Ярослав Латыпов
- Елена Копылова (Куликова)
- Камиль Каримуллин
- Антон Шамсутдинов
- Михаил Малахов
- Дина Даутова
- Вильдан Султанаев (в настоящее время)

## Известные участники

### Солисты
- Бурнашева Юлдуз Вафовна — заслуженный работник культуры Республики Татарстан, лектор-методист НКЦ «Казань», внучка татарского поэта Фатхи Бурнаша.
- Алеев Ильтазар Нуриевич — заслуженный деятель искусств Республики Татарстан, министр культуры ТАССР 1976—1985 гг.
- Хасанова Люция Бариевна — заслуженная артистка Республики Татарстан.
- Ластовка Галина Трофимовна (недоступная ссылка) — народная артистка Республики Татарстан и Республики Марий Эл, заслуженная артистка Российской Федерации, солистка Татарской филармонии и Татарского государственного академического театра оперы и балета им. М. Джалиля.
- Эдуард Трескин — народный артист Республики Татарстан, солист Государственной оперы Праги и Национального театра Чехии, художественный руководитель и режиссёр Музыкального театра-антрепризы в Праге, солист и режиссёр-постановщик Татарского государственного академического театра оперы и балета им. М. Джалиля.
- Раушания Хажиева — артистка-вокалистка, ведущий мастер сцены Ивановского областного музыкального театра, лауреат Международного телевизионного конкурса молодых исполнителей «Татар Моны» (Казань, 2010 г.).

### Концертмейстеры
- Бренинг Ольга Арнольдовна (1919-2005) — заслуженная артистка Республики Татарстан[3].
- Ванечкина Ирина Леонидовна — заслуженный деятель искусств Республики Татарстан, кандидат искусствоведения, профессор музыкального факультета Татарского государственного гуманитарно-педагогического университета[4].
- Евгений Михайлов — народный артист Республики Татарстан, заслуженный артист Удмуртской Республики, солист Московской государственной академической филармонии.
- Гульнара Биктимирова — заместитель директора и заведующая отделением фортепиано «Димитровградского музыкального колледжа», лауреат всероссийских конкурсов, г. Димитровград.

### Хормейстеры
- Булдакова Алевтина Владимировна — заслуженный деятель искусств Республики Татарстан, профессор Казанской государственной консерватории, организатор и руководитель хора студентов Казанского филиала Московского энергетического института (ныне Казанский государственный энергетический университет) и камерного хора «Дорненкроне» при Немецком Доме РТ (1992—2002)[5].
- Джураева Нурия Гарифовна — народная артистка Республики Татарстан, заслуженный деятель искусств Российской Федерации и Республики Татарстан, хормейстер Татарского государственного академического театра оперы и балета им. М. Джалиля[6].
- Яхъяев Марат Гумерович — заслуженный деятель искусств Республики Татарстан, руководитель Татарского хора Казанского государственного университета культуры и искусств.
- Рахимуллин Ирнис Ахмадуллович — заслуженный деятель искусств Республики Татарстан, организатор и руководитель Татарского хора Казанского университета[7].
- Гимаева Гузель Анваровна — доцент музыкального факультета Татарского государственного гуманитарно-педагогического университета, руководитель камерного хора «Гармония» Казанского Дома учёных и ансамбля «Игрушка»[8].
- Байлов Роман Николаевич — солист Волгоградского музыкального театра, лауреат государственной премии Волгоградской области в номинации «Театральное искусство»[9].

## Репертуар
Репертуар капеллы включает в себя произведения русской и зарубежной хоровой классической музыки, произведения российских и советских композиторов, песни народов мира, современные хоровые произведения, а также уникальные песни казанских студентов XIX века. Значительное место в репертуаре занимают произведения а капелла. В советское время в программы концертов входили обязательные произведения идеологической направленности, патриотического содержания: революционные песни, песни о мире, Родине, Ленине, партии. Программы выступлений состоят, как правило, из нескольких основных разделов. Первый раздел составляют произведения классики, второй — современная отечественная и зарубежная музыка. Третий раздел состоит из обработок и переложений песен народов мира. Часто концерты завершаются исполнением старинного студенческого гимна «Гаудеамус». В разные годы капелла исполнила ряд произведений крупной формы, которые являлись этапными в становлении хора:
| 1960      | кантата «Республика моя» Н. Г. Жиганова                                                                     |
| 1963      | «Stabat Mater» А. Дворжака (3-я часть)                                                                      |
| 1970-1971 | «Поэма памяти Сергея Есенина» Г. В. Свиридова                                                               |
| 1972      | «Траурно-триумфальная симфония» Г. Берлиоза;                                                                |
| 1974      | кантата «Курские песни» Г. В. Свиридова                                                                     |
| 1975      | «Весенняя кантата» Г. В. Свиридова                                                                          |
| 1976      | хоры из оперы «Орфей и Эвридика» К. Глюка                                                                   |
| 1978      | кантата «Казань» А. Луппова;                                                                                |
|           | цикл немецких народных песен в обработке И. Брамса                                                          |
| 1979      | кант «Дни славы, росс, благословляй» на открытие Казанского университета (сочинение 1807 г.) А. В. Новикова |
|           | цикл «Песни казанских студентов»                                                                            |
| 1981      | хоры к сказке А. Н. Островского «Снегурочка» А. Т. Гречанинова                                              |
| 1993      | кантата «Carmina Burana» К. Орфа (фрагменты)                                                                |
| 1994      | баллада «Лесной царь» Ф. Шуберта в переложении для хора С. Казачкова                                        |
| 2000      | А. Дворжак месса D-dur (фрагменты)                                                                          |
| 2004      | Г. Гендель коронационный антем «Zadok the Priest»                                                           |
|           | А. Лотти «Crucifixus»                                                                                       |
| 2006      | С. Рахманинов «Литургия Иоанна Златоуста» и «Три русские песни»                                             |
| 2011      | К. Дженкинс «Вооружённый человек: Месса мира»                                                               |
| 2015      | К. Дженкинс «Stabat Mater»                                                                                  |

## История хора

### Основные даты в концертно-исполнительской деятельности
| 1955         | студент 4 курса Казанской консерватории Л. Е. Усцов организовал хор студентов Казанского университета; |
| 1957         | первая запись выступления хора на Всесоюзном радио; |
|              | государственный экзамен Л. Е. Усцова по дисциплинам «хоровое дирижирование» и «хоровая репетиция», оценка — отлично |
| 1958         | концертная поездка в Ригу для участия в Празднике песни «Гаудеамус — II» |
| 1960         | первый отчётный концерт, посвящённый 5-летнему юбилею хора |
| 1962         | первое исполнение в Казани «Патетической оратории» Г. В. Свиридова совместно с Академической хоровой капеллой (руководитель — проф. А. Юрлов), хоровым классом Казанской консерватории (руководитель — проф. С. А. Казачков), Куйбышевским симфоническим оркестром (дирижёр — Народный артист СССР, проф. Н. Г. Рахлин); |
|              | участие в Днях культуры Татарской АССР в Москве; |
|              | присвоение звания лауреата Всероссийского смотра художественной самодеятельности профсоюзов |
| 1963         | присвоение почётного звания «Народный коллектив РСФСР» |
| 1964         | участие в Празднике песни «Рига-64»; |
|              | издательство «Музыка» выпустило сборник «Из репертуара хора Казанского университета им. В. И. Ульянова-Ленина» (ред. Л. Е. Усцов) |
| 1965         | концерт, посвящённый 10-летию коллектива; |
|              | коллектив награждён концертной поездкой в Польшу (Варшава, Вроцлав, Краков, Познань) |
| 1967, 11 мая | день смерти Л. Е. Усцова |
| 1971         | концертная поездка в Киев |
| 1974         | участие в Фестивале искусств народов СССР в Вильнюсе |
| 1975         | концерт 20-летия капеллы; |
|              | Издательство Казанского университета выпустило книгу «Народный коллектив РСФСР — хоровая капелла Казанского университета» |
| 1976         | концертная поездка в Ленинград, выступление в зале Государственной капеллы им. М. И. Глинки; |
|              | присвоение звания дипломанта I степени I Всесоюзного, лауреата I Всероссийского и республиканских фестивалей самодеятельного художественного творчества трудящихся; |
|              | концертная поездка в Ульяновск |
| 1977         | участие в III-м Межреспубликанском фестивале технических вузов страны в Казани. Жюри под председательством Народного артиста СССР, дирижёра Н. Г. Рахлина присуждает капелле Казанского университета диплом I степени |
| 1978         | концертная поездка в Днепропетровск, творческий отчёт перед студентами и преподавателями Днепропетровского университета; |
|              | участие в V Межреспубликанском конкурсе смешанных хоров вузов в Каунасе «Iuventus-79» (специальная премия); |
| 1980         | творческие встречи с хоровыми коллективами Днепропетровского университета и Тбилисского политехнического института; |
|              | концерты, посвящённые 25-летию хоровой капеллы |
| 1981         | участие в Празднике песни и танца студентов Прибалтийских республик в Риге «Gaudeamus-VII»; |
| 1982         | по инициативе участников капеллы организован Казанский межвузовский хоровой клуб «Гаудеамус»; |
|              | творческая встреча с женским хором «Миньона» Рижского университета им. П. Стучки |
| 1983         | концерты в цехах завода КАМАЗ; |
|              | творческая встреча с хоровой капеллой Томского университета |
| 1984         | концерты для нефтяников Татарстана в городе Альметьевск и пгт Джалиль; |
|              | творческая встреча с женским хором Тартуского университета |
| 1985         | концерт, посвящённый 30-летию хора; |
|              | концертная поездка в Одессу |
| 1986         | творческая встреча с хором студентов Ленинградского университета |
| 1987         | концертная поездка в Псков, Владимир и Суздаль |
| 1988         | концертная поездка в Тарту |
| 1989         | гастрольная поездка по городам ГДР: Лейпциг, Берлин, Дрезден, Галле; |
| 1990         | концерт, посвящённый 35-летию хоровой капеллы |
| 1992         | исполнение концертной программы при участии Казанского государственного камерного оркестра «La Primavera» (произведения И. Баха, К. Глюка, Й. Гайдна, В. Моцарта) |
| 1994-1999    | исполнение концертных программ в Государственном Большом концертном зале Республики Татарстан (ГБКЗ РТ) и Актовом зале Казанского университета |
| 1995         | концерт, посвящённый 40-летию хора; |
|              | концертная поездка в Москву и Сергиев Посад; |
|              | концерт в актовом зале Московского университета им. М. В. Ломоносова |
| 1998         | концерт, посвящённый 70-летию со дня рождения Л. Е. Усцова в ГБКЗ РТ им. С. Сайдашева и Актовом зале Казанского университета |
| 1999         | юбилейные концерты, посвящённые 90-летию профессора Казанской консерватории С. А. Казачкова в ГБКЗ РТ; |
|              | присвоение С. А. Казачкову звания «Почётный доктор Казанского университета»; |
|              | концерт, посвящённый 60-летию дирижёра капеллы В. П. Леванова |
| 2000         | концерт, посвящённый 45-летию хоровой капеллы в Государственном Большом концертном зале им. С. Сайдашева и Мемориальном Актовом зале Казанского университета; |
|              | участие в первом международном фестивале университетских хоров «Gaudeamus-2000» |
| 2001         | участие в фестивале студенческих академических хоров в Самаре, посвящённом 40-летию хора студентов Аэрокосмического университета |
| 2002         | капелла становится обладателем гранта Фонда «Сороса» в номинации «Культура» за возрождение музыкальных традиций студенчества Казанского университета; |
|              | концертная поездка в Киров; |
|              | участие во втором фестивале университетских хоров России «Гаудеамус-2002» |
| 2004         | участие в 10-м фестивале студенческих академических хоров «Молодые голоса-2004» в Нижнем Новгороде; |
|              | участие в третьем фестивале университетских хоров России «Гаудеамус-2004»; |
|              | участие в юбилейных торжествах, посвящённых 200-летию Казанского университета |
| 2005         | юбилейные концерты 50-летия капеллы в ГБКЗ РТ им. С. Сайдашева и в Мемориальном Актовом зале Казанского университета; |
|              | участие в 9-й Казанской хоровой ассамблее; |
|              | коллектив капеллы награждён дипломами, памятными значками и концертной поездкой на хоровой фестиваль-конкурс в Италии; |
|              | издание книги «Ave, капелла» о пятидесятилетней истории коллектива и двух юбилейных компакт-дисков |
| 2006         | участие в 10-й Казанской хоровой ассамблее; |
|              | отчётный концерт в Актовом зале Казанского университета памяти профессора С. А. Казачкова; |
|              | концерт, посвящённый Дню Славянской культуры и письменности; |
|              | концерты в филиалах Казанского университета в Зеленодольске и Набережных Челнах |
| 2007         | организация и проведение 1-го фестиваля студенческих хоров им. С. В. Смоленского; |
|              | концерт в честь «академиков хоровой капеллы» — участников коллектива с 1960-х гг. |
| 2008         | отчётный концерт памяти Л. Е. Усцова; |
|              | организация и проведение 2-го международного фестиваля студенческих хоров им. С. В. Смоленского и всероссийской научной конференции «С. В. Смоленский и отечественная музыкальная культура»; |
|              | участие в 12-м фестивале студенческих академических хоров «Молодые голоса-2008» в Нижнем Новгороде; |
|              | участие в 5-м фестивале университетских хоров России «Гаудеамус-2008» |
| 2009         | организация и проведение 3-го межрегионального фестиваля студенческих хоров им. С. В. Смоленского, памяти выдающихся деятелей хорового искусства России С. В. Смоленского и С. А. Казачкова (участники фестиваля: Академический мужской хор МИФИ, Государственный камерный хор Республики Мордовия, Академическая хоровая капелла Удмуртской Республики, Марийская государственная капелла им. А. И. Искандарова, Чувашская государственная академическая симфоническая капелла, Государственный камерный хор Республики Татарстан); |
|              | концерт, посвящённый 70-летнему юбилею В. П. Леванова; |
|              | отчётный концерт, посвящённый 100-летию со дня рождения С. А. Казачкова; |
|              | участие в фестивале «Университетские хоровые собрания им. Г. П. Рогожниковой» в Екатеринбурге |
| 2010         | организация и проведение 4-го межрегионального фестиваля студенческих хоров им. С. В. Смоленского; |
|              | концерт, посвящённый 55-летию хоровой капеллы в ГБКЗ РТ им. С. Сайдашева совместно с Академическим хором Нижегородского государственного университета им. Н. И. Лобачевского, в рамках 14-й Казанской хоровой ассамблеи; |
|              | участие в международном фестивале «Chorus Inside — 2010»; |
|              | концертная поездка в Москву, выступление в хоровом училище им. А. Свешникова и в Московском инженерно-физическом институте; |
|              | отчётный концерт, посвящённый 55-летнему юбилею капеллы в Актовом зале Казанского университета; |
|              | присвоение капелле имени её основателя и первого руководителя — Леонида Усцова; |
|              | концертная поездка в Саров, участие в V фестивале духовной музыки «От сердца к сердцу» |
| 2011         | организация и проведение 5-го межрегионального фестиваля студенческих хоров им. С. В. Смоленского (гости фестиваля: академический хор Санкт-Петербургского государственного электротехнического университета (ЛЭТИ), концертный хор Поволжской государственной социально-гуманитарной академии «JUVENTUS», Самара); |
|              | участие в 15-й Казанской хоровой ассамблее. Впервые в Казани на сцене ГБКЗ РТ им. С. Сайдашева совместно с Академическим смешанным хором Казанского государственного архитектурно-строительного университета исполнена «Месса мира» современного композитора Карла Дженкинса; дирижёр — кандидат искусствоведения, доцент кафедры хорового дирижирования Казанской государственной консерватории Юрий Семёнович Карпов |
| 2012         | концертная поездка в Санкт-Петербург, участие в 10-м хоровом фестивале имени Григория Сандлера; |
|              | участие в 16-й Казанской хоровой ассамблее. Совместный концерт капеллы и Академического хора Петрозаводского государственного университета; |
|              | творческая встреча с Академическим хором Московского государственного университета имени М. В. Ломоносова. Совместный концерт и выступление на праздновании 208-летия Казанского федерального университета. |
| 2013         | участие в фестивале студенческих хоров «UNIFEST-2013» в рамках 17-й Казанской хоровой ассамблеи, посвящённой XXVII Всемирной летней Универсиаде в Казани. |
| 2014         | отчётный концерт, посвящённый 75-летию Валерия Петровича Леванова; |
|              | участие в Восьмых Всемирных хоровых играх в Риге; |

## Дискография
| №/№ | Год выпуска | Изображение | Название альбома | Описание |
| --- | ----------- | ----------- | --- | --- |
| 1   | 2005        |             | Антология Хоровой капеллы Казанского университета за 50 лет. Юбилейное издание                                                                         | © Казанский государственный университет, 2005. Любительские, концертные и студийные записи. Время звучания — 76.41 |
| 2   | 2005        |             | Песни казанских студентов (век девятнадцатый) в исполнении Народной хоровой капеллы Казанского университета. Юбилейное издание                         | © Народная хоровая капелла Казанского государственного университета, 2005. Записи сделаны на радиостудии компании «ТНВ» в 2004—2005 гг. Время звучания — 35 минут |
| 3   | 2009        |             | Концерт Народной хоровой капеллы Казанского государственного университета                                                                              | © Народная хоровая капелла Казанского государственного университета, 2009. © Д. А. Темников: дизайн, фотографии Mixed CD. Фотографии, видеофрагменты и аудиозапись отчётного концерта капеллы в Актовом зале КГУ 28 мая 2009 года.                                      |
| 4   | 2010        |             | Хоровая капелла Казанского государственного университета имени В.И. Ульянова-Ленина. Художественный руководитель и дирижёр Леонид Усцов. Первые записи | 2010 © Хоровая капелла Казанского университета — архивные записи 2010 © А. Д. Усцова, К. Р. Каримуллин — оформление, подготовка и выпуск диска. Диск содержит записи первых выступлений капеллы, выполненных студией звукозаписи Всесоюзного радио СССР в 1957—1965 гг. |

## Творческие проекты
Фестиваль студенческих хоров имени С. В. Смоленского.
Одно из важных достижений хоровой капеллы — организация и проведение в Казани в 2007—2011 гг. фестивалей студенческих хоров имени Степана Васильевича Смоленского. Фестиваль организован с целью эффективного решения актуальных задач духовного и нравственно-эстетического воспитания студенческой молодёжи, развития хорового искусства в вузах, активизации творческой и просветительской деятельности студенческих хоров, повышения их музыкально-исполнительского мастерства, а также для укрепления дружеских связей между студенческими хоровыми коллективами. Мероприятие проходит ежегодно в Казанском федеральном университете в рамках межвузовского фестиваля «Студенческая весна». Соучредители фестиваля: Казанский (Приволжский) федеральный университет, Казанская государственная консерватория (академия) им. Н. Г. Жиганова, Совет ректоров вузов Республики Татарстан и хоровая капелла Казанского университета. Организационный комитет фестиваля возглавляет ректор КФУ, председатель совета ректоров вузов РТ, профессор Ильшат Рафкатович Гафуров. Художественный руководитель фестиваля и председатель жюри Казанской хоровой универсиады — заслуженный деятель культуры РФ и РТ, заслуженный деятель искусств РТ, профессор Казанской консерватории Валерий Петрович Леванов.
Как правило, в начале апреля проходил первый этап фестиваля — смотр-конкурс любительских и учебных студенческих хоров — Казанская хоровая универсиада, лауреаты которой своими выступлениями открывали фестиваль хоровой музыки. В нём в качестве приглашённых гостей приняли участие академические хоровые коллективы крупнейших вузов России: Московского государственного университета (2008 г.), Московского инженерно-физического института (2009 г.), Нижегородского государственного университета (2010 г.), Санкт-Петербургского государственного электротехнического университета (2011 г.). В 2008 году на фестивале выступили два зарубежных коллектива: Boston College High School Concert Choir (Бостон, США) и Chœur de femmes Chantevert de Cesson (Кессон, Франция) — по составу участников он приобрёл статус международного. Фестиваль хоровой музыки имеет музыкально-просветительскую направленность; его концерты знакомят слушателей с лучшими образцами народной музыки (выступления фольклорных коллективов народов Татарстана (2008 г.) и государственных хоровых коллективов Марий Эл, Мордовии, Удмуртии и Чувашии (2009 г.)), а также с духовными произведениями (ежегодные выступления храмовых и камерных хоров, вокальных ансамблей).
На 2013 год было запланировано проведение 6-го международного фестиваля студенческих хоров имени С. В. Смоленского, приуроченного к открытию XXVII Всемирной летней Универсиады. Однако из-за проблем с финансированием и в связи с подготовкой к проведению Универсиады, организация фестиваля была отложена на неопределённый срок. Идея проведения фестиваля студенческих хоров в Казани в рамках подготовки к Универсиаде 2013 года была реализована руководством Казанской государственной консерваторией им. Н. Г. Жиганова, в рамках 17-й Казанской хоровой ассамблеи (проект «Казанская консерватория — Универсиаде»). Ожидается, что в 2015 году фестиваль будет вновь организован в качестве торжественных мероприятий к 70-летию Победы в Великой Отечественной войне и 60-летию капеллы.

## Звания и награды
- Лауреат республиканского фестиваля (Казань, 1958 г.)
- Почётная грамота Президиума Верховного Совета Татарской АССР «За достигнутые успехи в развитии самодеятельного хорового искусства» (Казань, 16 мая 1958 г.)
- Лауреат всероссийского смотра народных талантов профсоюзов и диплом II степени (Москва, 1963 г.)
- Народный коллектив РСФСР (Казань, 1963 г.)
- Почётные дипломы на празднике песни «Рига-64» (Рига, 1964 г.)
- Победитель республиканского конкурса «Комсомольская песня-1975» (Казань, 1975 г.)
- Лауреат всероссийского фестиваля самодеятельного творчества трудящихся (Ульяновск, декабрь 1976 г.)
- Диплом I степени I всесоюзного фестиваля самодеятельного художественного творчества трудящихся (Москва, 1976 г.)
- Лауреат III межреспубликанского фестиваля технических вузов «Волга-77» и диплом I степени (Казань, 1977 г.)
- Лауреат республиканского фестиваля художественной самодеятельности и диплом II степени на смотре художественной самодеятельности вузов (Казань, 19 мая 1978 г.)
- Диплом участника и специальный приз на V межреспубликанском конкурсе смешанных хоров вузов «Iuventus-79» (Рига, ноябрь 1979 г.)
- Дипломант I международного фестиваля университетских хоров России «Gaudeamus» (Ижевск, октябрь 2000 г.)[29]
- Грант фонда Сороса в номинации «Культура» за возрождение музыкальных традиций студенчества Казанского университета (Казань, 2002 г.)
- Диплом II степени II фестиваля университетских хоров России «Gaudeamus-2002» (Ижевск, 2002 г.)[30]
- Диплом фестиваля «Молодые голоса-2004» (Нижний Новгород, апрель 2004 г.)
- Диплом I степени и три специальных диплома III фестиваля университетских хоров России «Gaudeamus-2004» (Ижевск, октябрь 2004 г.)[31]
- Золотой диплом (1 место) международного фестиваля-конкурса самодеятельных хоров «In canto… sul Garda» (Рива-дель-Гарда, Италия, октябрь 2005 г.)[32][33]
- Диплом лауреата I Казанской хоровой универсиады на I фестивале студенческих хоров имени С. В. Смоленского (Казань, апрель 2007 г.)
- Диплом лауреата II Казанской хоровой универсиады на II международном фестивале студенческих хоров имени С. В. Смоленского (Казань, апрель 2008 г.)
- Диплом лауреата фестиваля «Молодые голоса-2008» (Нижний Новгород, май 2008 г.)
- Диплом III степени и специальный диплом V фестиваля университетских хоров России «Gaudeamus-2008» (Ижевск, октябрь 2008 г.)
- Диплом лауреата III Казанской хоровой универсиады на III межрегиональном фестивале студенческих хоров имени С. В. Смоленского (Казань, 2009 г.)
- Диплом лауреата и специальный диплом VI фестиваля «Университетские хоровые собрания имени Г. П. Рогожниковой» (Екатеринбург, ноябрь 2009 г.)[34]
- Диплом лауреата IV Казанской хоровой универсиады и специальный диплом на IV межрегиональном фестивале студенческих хоров имени С. В. Смоленского (Казань, апрель 2010 г.)
- Диплом в номинации «Хоровое искусство» на международном фестивале «Chorus Inside-2010» (Москва, апрель 2010 г.)
- Диплом участника и пять специальных дипломов на V фестивале духовной музыки «От сердца к сердцу» (Саров, ноябрь 2010 г.)[35]
- Диплом лауреата V Казанской хоровой универсиады на V межрегиональном фестивале студенческих хоров имени С. В. Смоленского (Казань, апрель 2011 г.)
- Диплом XV Казанской хоровой ассамблеи (Казань, апрель 2011 г.)
- Диплом XVI Казанской хоровой ассамблеи (Казань, апрель 2012 г.)
- Диплом XVII Казанской хоровой ассамблеи (Казань, апрель 2013 г.)
- Золотой диплом VIII Всемирных хоровых игр (Рига, июль 2014 г.)[36]
- Золотой диплом всероссийского конкурса «Казань Хоровая — 2016»